# العلاقات الأوكرانية المارشالية
العلاقات الأوكرانية المارشالية هي العلاقات الثنائية التي تجمع بين أوكرانيا وجزر مارشال.

## مقارنة بين البلدين
هذه مقارنة عامة ومرجعية للدولتين:
| وجه المقارنة                                              | أوكرانيا                                   | جزر مارشال                     |
| --------------------------------------------------------- | ------------------------------------------ | ------------------------------ |
| المساحة (كم2)                                             | 603.63 ألف                                 | 181                            |
| عدد السكان (نسمة)                                         | 45.55 مليون                                | 53.13 ألف                      |
| الكثافة السكانية (ن./كم²)                                 | 75.46                                      | 29.35 ألف                      |
| العاصمة                                                   | كييف                                       | ماجورو                         |
| اللغة الرسمية                                             | اللغة الأوكرانية                           | لغة إنجليزية، اللغة المارشالية |
| العملة                                                    | هريفنا أوكرانية، كاربوفانيتس، روبل سوفييتي | دولار أمريكي                   |
| الناتج المحلي الإجمالي (بليون دولار)                      | 112.15 مليار                               | 199.40 مليون                   |
| الناتج المحلي الإجمالي (تعادل القوة الشرائية) بليون دولار | 352.98 مليار                               | 207.25 مليون                   |
| الناتج المحلي الإجمالي الاسمي للفرد دولار أمريكي          | 2.11 ألف                                   | 3.38 ألف                       |
| الناتج المحلي الإجمالي للفرد دولار أمريكي                 | 8.66 ألف                                   | 3.80 ألف                       |
| مؤشر التنمية البشرية                                      | 0.747                                      |                                |
| رمز المكالمات الدولي                                      | +380                                       | +692                           |
| رمز الإنترنت                                              | .ua، .укр ‏                                 | .mh                            |
| المنطقة الزمنية                                           | ت ع م+02:00، ت ع م+03:00، توقيت شرق أوروبا | ت ع م+12:00                    |

## منظمات دولية مشتركة
يشترك البلدان في عضوية مجموعة من المنظمات الدولية، منها:
| علم المنظمة | اسم المنظمة                   | تاريخ انضمام أوكرانيا | تاريخ انضمام جزر مارشال |
| ----------- | ----------------------------- | --------------------- | ----------------------- |
|             | البنك الدولي للإنشاء والتعمير | 3 سبتمبر 1992         | 21 مايو 1992            |
|             | يونسكو                        | 12 مايو 1954          | 30 يونيو 1995           |
|             | الاتحاد الدولي للاتصالات      | 7 مايو 1947           | 22 فبراير 1996          |
|             | مؤسسة التمويل الدولية         | 18 أكتوبر 1993        | 23 سبتمبر 1992          |
|             | منظمة الشرطة الجنائية الدولية | ?                     | ?                       |
|             | الأمم المتحدة                 | 24 أكتوبر 1945        | 17 سبتمبر 1991          |
|             | مؤسسة التنمية الدولية         | 27 مايو 2004          | 19 يناير 1993           |
|             | منظمة حظر الأسلحة الكيميائية  | ?                     | ?                       |

## وصلات خارجية
- موقع وزارة الخارجية الأوكرانية